# Emancipação judaica

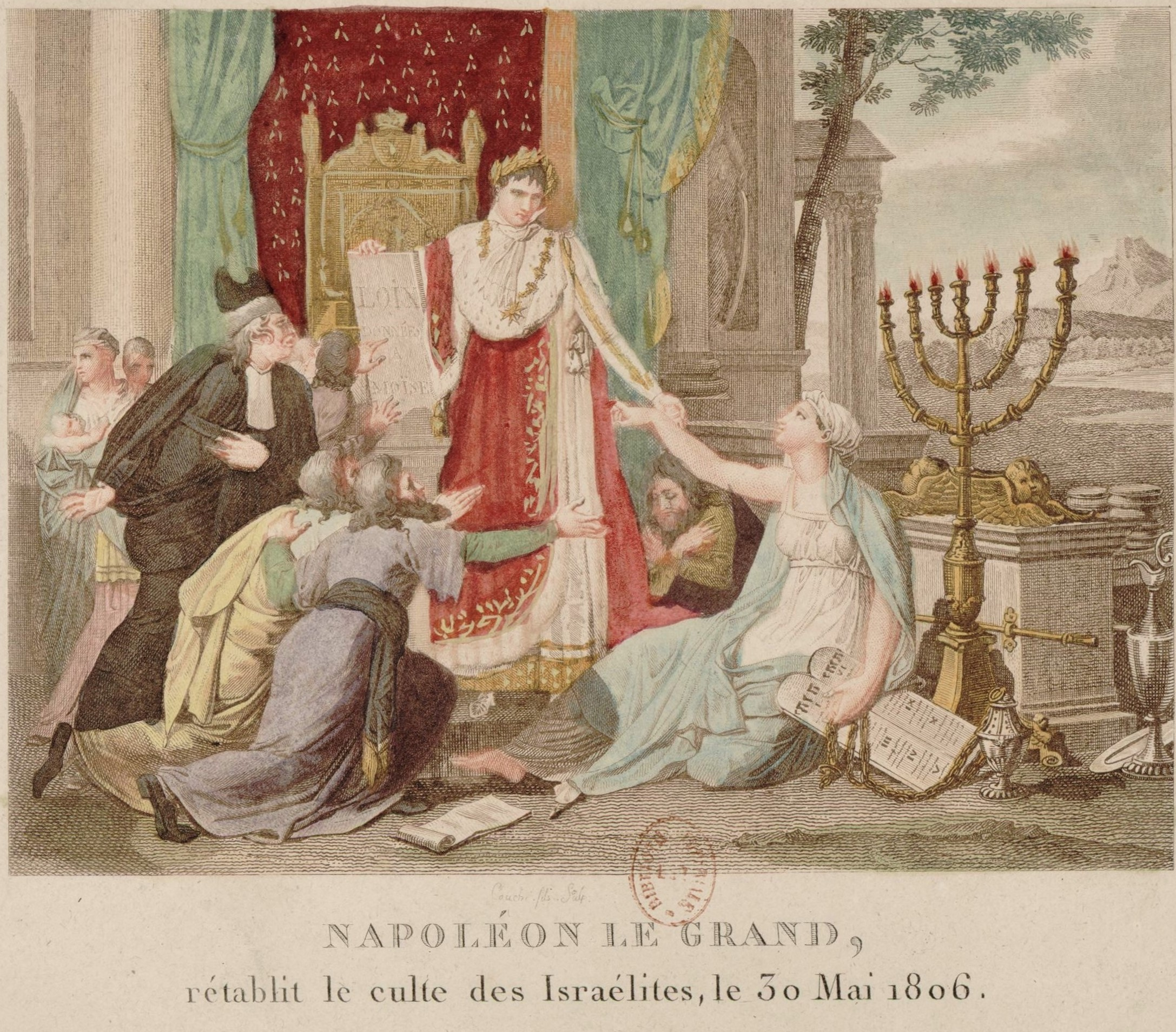
Uma ilustração francesa de 1806 mostra Napoleão Bonaparte emancipando os judeus.

A Emancipação judaica foi o processo interno e externo de libertação dos judeus da Europa, incluindo o reconhecimento de seus direitos como cidadãos iguais e a concessão formal de sua cidadania como indivíduos. Tal processo ocorreu gradualmente entre o final do século XVIII e o início do século XX. Esse movimento acompanhou o Iluminismo e o Haskalá e contribuiu para a abolição das leis discriminatórias que eram aplicadas especificamente contra os judeus em vários países. Antes da emancipação a maioria dos judeus era praticamente "trancada" do resto da sociedade, portanto, a emancipação foi uma importante vitória dos judeus europeus daquela época.
Isso levou a ativa participação e o reconhecimento dos judeus dentro da vasta sociedade civil europeia, como também a emigração oferecendo melhores oportunidades, especialmente na Grã-Bretanha e nas Américas. Mais tarde, os judeus da Europa voltaram-se para movimentos revolucionários, especialmente quando enfrentaram regimes opressivos como o Império Russo ou especificamente para a Política judaica no caso do Sionismo, quando enfrentaram um contínuo antisemitismo.

## Formação
Os judeus foram sujeitos a uma grande variedade de restrições ao longo da maior parte da história da Europa. Desde o Quarto Concílio de Latrão, realizado em 1215, os judeus haviam sido obrigados a usar roupas especiais, como a Judenhut e a estrela amarela para distingui-los dos cristãos. A prática de sua religião foi muitas vezes restrita. Os judeus eram proibidos de votar, e até mesmo impedidos de entrar em alguns países como a Noruega, Suécia e Espanha. Na Noruega, por exemplo, foi aprovada uma lei em 1687 que negava aos judeus o acesso ao país sem uma permissão especial. Essa lei foi abolida somente em 1851.
Durante esse período o rabino era o membro mais influente da comunidade judaica. Além de ser um sacerdote instruído e o ministro do culto religioso, um rabino também atuava como um juiz civil nos casos em que ambas as partes eram judaicas. Em conjunto com os anciãos da comunidade, os rabinos também possuíam outros importantes poderes administrativos. O rabinato era o principal objetivo de muitos jovens judeus, o estudo da Torá (os primeiros cinco livros da Tanakh) e do Talmude era o meio para obter essa cobiçada posição.
O envolvimento dos judeus na sociedade pagã começou durante o Haskalá, o movimento judeu apoiou a adoção de valores iluministas e defendeu uma expansão dos direitos dos judeus dentro da sociedade europeia. Os seguidores do Haskalá defendiam que os judeus deveriam sair dos guetos, não apenas de maneira física, mas também mentalmente e espiritualmente. Em 1791, a França tornou-se o primeiro país da Europa a emancipar sua população de judeus. Por volta de 1796, França, Grã-Bretanha e Holanda já davam aos judeus direitos iguais em relação ao resto da população. Napoleão Bonaparte também libertou os judeus nos territórios conquistados por ele. Contudo, isso não foi nada até a atmosfera revolucionária da metade do Século XIX, ocasião na qual a política judaica começaria a influenciar os governantes do leste e centro europeu para que estes garantissem direitos iguais para o povo judeu.

## Movimentos de emancipação
Os primeiros estágios de movimentos judaicos pró emancipação eram simplesmente parte de pequenas revoltas populares para obter liberdade e direitos para uma minoria apenas. A questão de direitos iguais para os judeus foi atada às exigências para constituições e direitos civis. Estadistas e intelectuais judeus como Heinrich Heine, Johann Jacoby, Gabriel Riesser, Berr Isaac Berr e Lionel de Rothschild ocuparam-se com movimentos em favor de uma maior liberdade, inclusive política, não apenas para os judeus.
Contudo, enfrentando persistentes incidentes antissemitas e Libelos de Sangue como o Caso de Damasco ocorrido em 1840, e diante do fracasso de muitos estados em emancipar os judeus, formaram-se organizações judaicas para promover a libertação e proteção dos judeus. O Board of Deputies of British Jews comandado por Moses Montefiore, o Consistório Central de Paris, e a Aliança Israelita Universal começaram a trabalhar para garantir a liberdade dos judeus.
Durante as Revoluções de 1848, a emancipação judaica foi reconhecida na Alemanha, direitos básicos do Parlamento de Frankfurt (parágrafo 13) declaravam que os direitos civis não eram para ser limitados à crença religiosa. Esse foi um grande progresso sobre o decreto de 1815 que permitia uma legislação especial nas relações com os judeus. De 1848 até o surgimento da Alemanha nazista, o povo judeu experimentou um período de igualdade legal.

## Datas de emancipação
| Ano  | País                              |
| ---- | --------------------------------- |
| 1791 | França                            |
| 1796 | Países Baixos                     |
| 1812 | Reino da Prússia                  |
| 1824 | Império do Brasil                 |
| 1830 | Grécia                            |
| 1832 | Canadá                            |
| 1839 | Império Otomano                   |
| 1849 | Hamburgo                          |
| 1849 | Dinamarca                         |
| 1858 | Reino Unido                       |
| 1861 | Itália                            |
| 1862 | Baden                             |
| 1867 | Monarquia de Habsburgo            |
| 1869 | Confederação da Alemanha do Norte |
| 1871 | Alemanha                          |
| 1874 | Suíça                             |
| 1877 | Estados Unidos                    |
| 1878 | Bulgária                          |
| 1878 | Sérvia                            |
| 1910 | Espanha                           |
| 1911 | Portugal                          |
| 1917 | Império Russo                     |
| 1923 | Romênia                           |